# Swainsonine
La swainsonine ou octahydroindolizine-1,2,8-triol est un alcaloïde indolizinique de formule chimique C8H15NO3. C'est une phytotoxine présente chez plusieurs espèces de plantes de la famille des Fabaceae, notamment des genres Astragalus, Oxytropis et Swainsona, et de la famille des Convolvulaceae, notamment dans le genre Ipomoea. Elle est connue pour provoquer chez le bétail une maladie neurologique nommé locoïsme, en particulier dans l'Ouest des États-Unis, où les plantes contenant cet alcaloïde sont appelées génériquement « locoweeds ».
Cette molécule est considérée comme  un médicament potentiel en chimiothérapie.
La swainsonine a d'abord été isolée à partir d'une espèce de plantes australienne, Swainsona canescens, d'où son nom, chez laquelle elle est synthétisée par un champignon endophyte du genre Undifilum.